# Simon van der Does

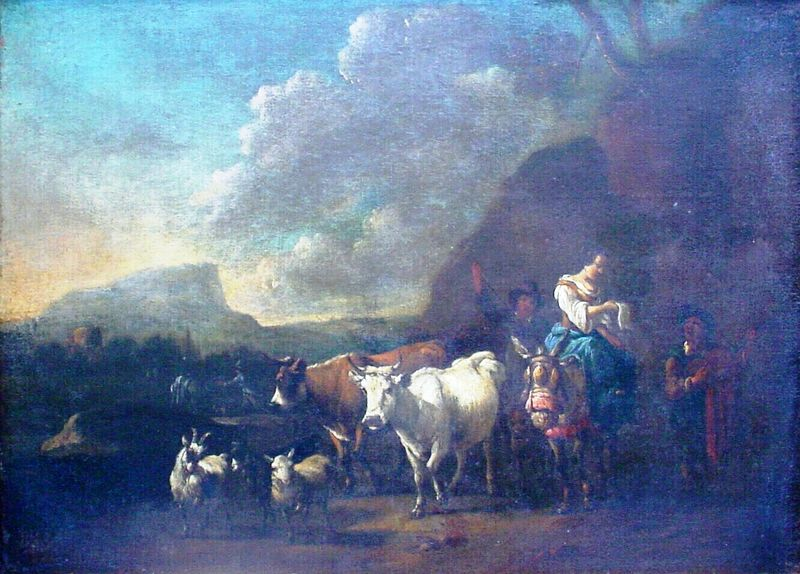
Van der Does: Landschap met figuren.

Simon van der Does (Den Haag, 1653 - Antwerpen, 1717 of later) was een Nederlands kunstschilder, tekenaar en prentkunstenaar uit de periode van de Gouden Eeuw. Hij vervaardigde voornamelijk landschappen met dieren en enkele portretten.
Simon van der Does was een zoon uit het tweede huwelijk van Jacob van der Does, die ook zijn leermeester was. Hij werkte in de stijl van zijn vader. Hij was een halfbroer van de schilder Jacob van der Does (II), een zoon uit het eerste huwelijk van hun vader. Simon werd de leermeester van de schilder en (vooral) kunsthistoricus en biograaf Jan van Gool.
Van der Does werkte enige tijd in Friesland en zou ook een jaar in Engeland hebben doorgebracht. Hij trouwde op 36-jarige leeftijd met Clara Bellechier. Zij was naar verluidt een uitzonderlijk mooie vrouw, maar zeer verkwistend van aard, waardoor het gezin voortdurend in de schulden verkeerde.
Na de dood van zijn vader en zijn vrouw verkeerde hij in armoedige omstandigheden en op voorspraak van zijn vrienden verkreeg hij een plaats in het gasthuis in Den Haag, waar hij drie jaar verbleef. Vervolgens trok hij naar Brussel en later naar Antwerpen, waar hij werkte voor de 'kunstkopers' of 'keelbeulen', zoals Houbraken plastisch vermeldt.
Simon kwam onder de hoede van Karel Dujardin en na diens dood werkte hij voor Gerard de Lairesse. Hij was in redelijk goeden doen toen hij op weg naar Parijs overleed.